# Henrik Overgaard-Nielsen
Henrik Overgaard-Nielsen (ur. 2 sierpnia 1959 we Frederiksbergu) – duński polityk, stomatolog i działacz związkowy, zawodowo związany z Wielką Brytanią i reprezentujący ten kraj jako poseł do Parlamentu Europejskiego IX kadencji.

## Życiorys
Z wykształcenia i zawodu stomatolog. Urodził się w Danii; tam w 1992 brał aktywny udział w kampanii referendalnej, nawołując do odrzucenia traktatu z Maastricht. W 1996 osiedlił się w Wielkiej Brytanii. Podjął tam praktykę jako dentysta w ramach NHS, założył klinikę stomatologiczną w Londynie zatrudniającą kilkadziesiąt osób. Działacz związkowy w ramach branżowej organizacji zawodowej British Dental Association, wybierany na przewodniczącego funkcjonującego w jej ramach komitetu General Dental Practice Committee.
W 2019 zaangażował się w działalność polityczną w ramach nowo powstałej Brexit Party. W wyborach w tym samym roku z listy tego ugrupowania uzyskał mandat eurodeputowanego IX kadencji. W PE zasiadał do stycznia 2020.